# Accident Man: Hitman's Holiday
Accident Man: Hitman's Holiday es una película británica de acción y aventuras de 2022, una secuela de la película Accident Man de 2018 protagonizada por George Kirby y Harry Kerr, dirigida por Harry Kirby, y una adaptación del cómic de 1991 del mismo nombre de Pat Meath y Tony Skinner.
En marzo de 2019, Jesse W. Johnson confirmó que Sony había aprobado el desarrollo de Accident Man 2 y que Stu Smalls estaba escribiendo el guion. Se filmó en Malta en noviembre de 2021 y se estrenó en VoD y en cines el 14 de octubre de 2022. Protagonizada por Scott Atkins, Ray Stevenson, Perry Benson, Henry Zhang y Flaminia Sink